# 드래고니카
《드래고니카》(Dragonica)는 그라비티 게임즈(옛 "바른손 인터랙티브")가 개발한 횡스크롤 판타지 액션 롤플레잉 게임이다. 엔씨소프트에서 배급했으나, 2011년 7월 13일 서비스를 종료했다.